# Holmes River (Colúmbia Britânica)
O Holmes River, anteriormente Beaver River, é um assentamento não incorporado no Vale Robson, no centro-leste da Colúmbia Britânica, Canadá, localizado na confluência do rio com o mesmo nome com o Rio Fraser, perto da vila de McBride.
O nome Beaver River foi usado como o nome de uma escola local, Beaver River School. Pensa-se que o nome Beaver River derive do nome de uma formação rochosa perto da confluência dos rios Fraser e Holmes (Beaver), embora exista uma montanha nas Montanhas Rochosas a leste e com vista para a área chamada "The Beaver". O nome Holmes River foi conferido em 1913 em homenagem a Albert W. Holmes, guarda florestal da província de McBride.